# Frauenfeld
Frauenfeld és un municipi del cantó de Turgòvia (Suïssa), cap del districte de Frauenfeld i de tot el cantó.

## Personatges Il·lustres
- Walter Rudolf Hess (1881-1973),oftalmòleg, Premi Nobel de Medicina o Fisiologia l'any 1949.

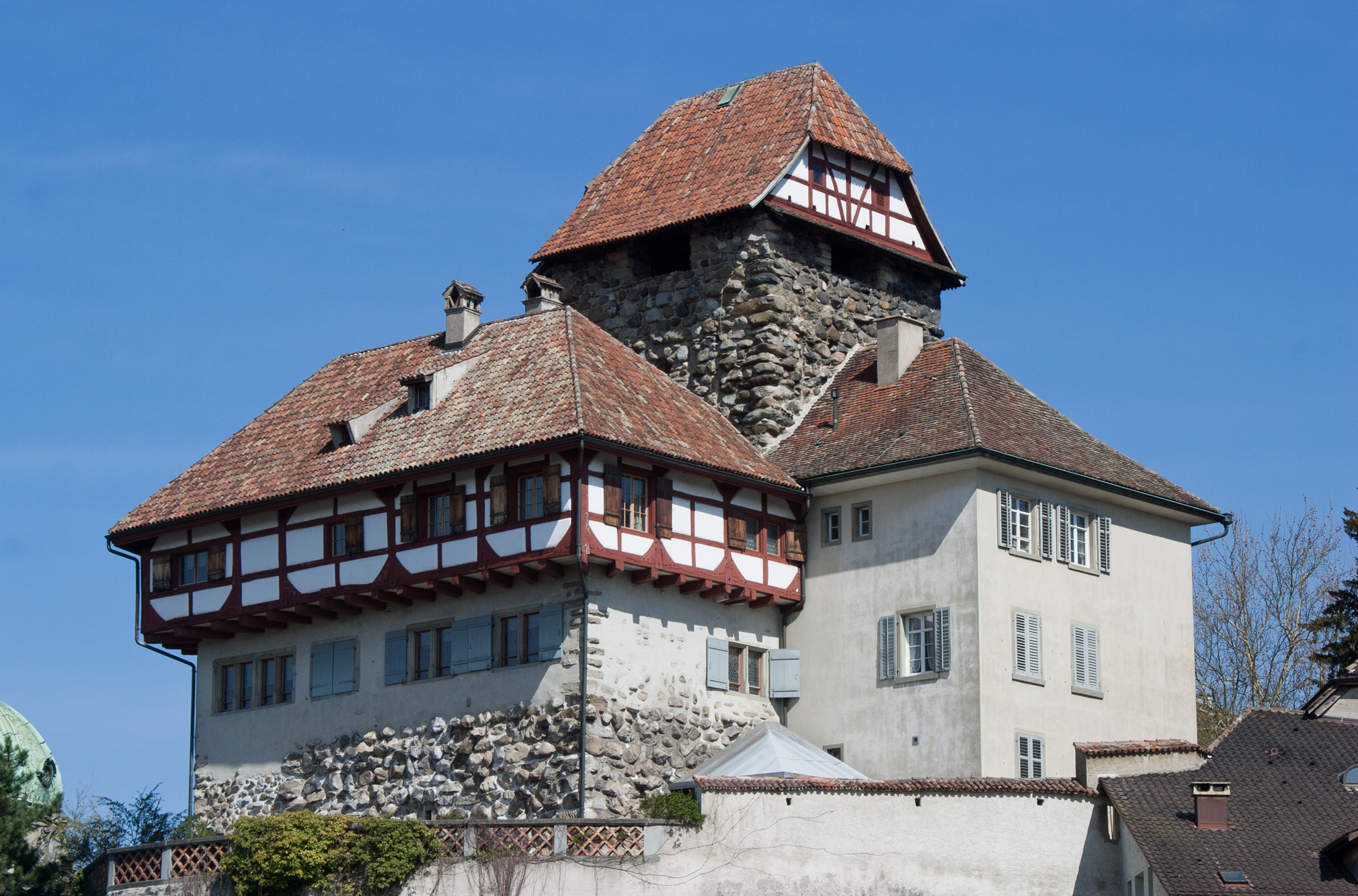
Castell de Frauenfeld